# Keanu (2016)
Keanu ist eine US-amerikanische Action-Filmkomödie mit Jordan Peele und Keegan-Michael Key in Hauptrollen. Regie führte Peter Atencio, das Drehbuch schrieb Peele gemeinsam mit Alex Rubens. Der Film kam am 29. April 2016 in die US-Kinos. In Deutschland erschien der Film erst am 9. Juni 2016 in den Kinos.

## Handlung
Die beiden Drogendealer Smoke und Oil Dresden überfallen mit großem Waffeneinsatz ein Geschäft; dabei flieht das Kätzchen Keanu. Die kleine Katze irrt durch ganz Los Angeles und landet ausgerechnet vor der Tür des frisch von seiner Freundin verlassenen Rells. Rell leidet an der Trennung, doch findet er in der Katze Trost. Als dann Keanu zwei Wochen später nach einem Einbruch plötzlich verschwindet, macht sich Rell zusammen mit seinem Cousin Clarence, dessen Frau und Tochter das Wochenende über verreist sind, auf, die verschwundene Katze wiederzufinden. Nachdem die beiden herausfinden, dass die Katze einem Drogenbaron gehört, machen sich die beiden auf, um die Katze mit aller Gewalt zu retten.

## Produktion

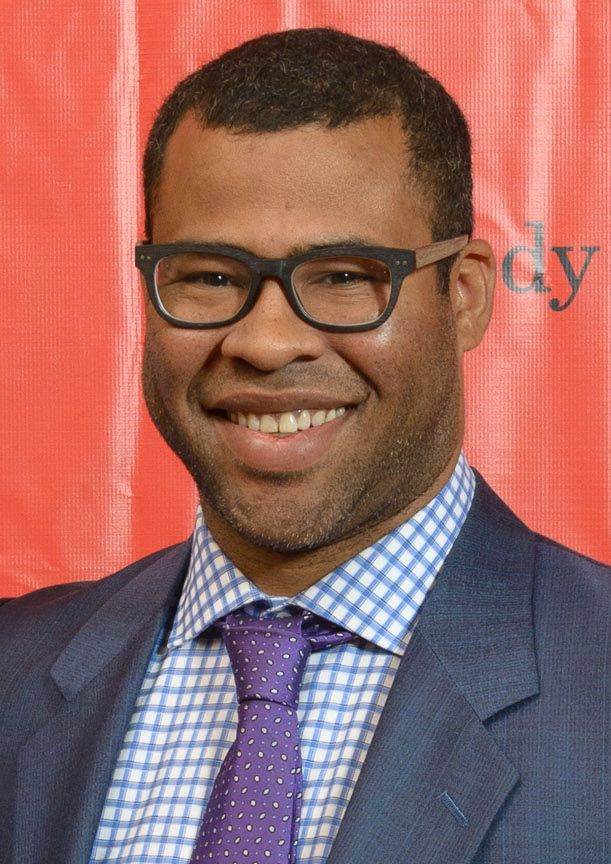
Jordan Peele spielt die Hauptrolle und schrieb auch das Drehbuch

Im Oktober 2014 wurde bekannt, dass die beiden aus Key & Peele bekannten Jordan Peele und Keegan-Michael Key in einem Film unter der Regie von Peter Atencio spielen sollen. Die Dreharbeiten begannen am 1. Juni 2015 in und endeten am 10. Juli. Gedreht wurde in New Orleans, Louisiana.

## Synchronisation
Die deutsche Synchronisation entstand nach einem Dialogbuch und der Dialogregie von Kim Hasper im Auftrag der Interopa Film GmbH in Berlin.
| Rolle                            | Darsteller            | Synchronsprecher   |
| -------------------------------- | --------------------- | ------------------ |
| Rell Williams / Oil Dresden      | Jordan Peele          | Matti Klemm        |
| Clarence Goobril / Smoke Dresden | Keegan-Michael Key    | Dennis Schmidt-Foß |
| Trina „Hi-C“ Parker              | Tiffany Haddish       | Vera Teltz         |
| Cheddar                          | Method Man            | Tobias Kluckert    |
| Bud                              | Jason Mitchell        | Marcel Collé       |
| Bacon                            | Luis Guzmán           | Tobias Lelle       |
| Hannah                           | Nia Long              | Melanie Pukaß      |
| Hulka                            | Will Forte            | Michael Iwannek    |
| Trunk                            | Darrell Britt-Gibson  | Robert Glatzeder   |
| Stitches                         | Jamar Malachi         | Martin Kautz       |
| Spencer                          | Rob Huebel            | Frank Schaff       |
| King Diaz                        | Ian Casselberry       | Martin Nuñez       |
| Anna Faris                       | Anna Faris            | Marie Bierstedt    |
| Keanu, die Katze                 | Keanu Reeves (Stimme) | Benjamin Völz      |

## Potenzielle Fortsetzung
Im März 2017 sagte Jordan Peele: „Wenn wir Keanu 2 machen, verspreche ich Ihnen, dass wir doppelt so viele Todesfälle wie in John Wick 2 machen werden.“

## Trivia
Keegan-Michael Key ist allergisch gegen Katzen, so musste er Medikamente während der Dreharbeiten einnehmen, um mit den Katzen interagieren zu können.
Der Filmtitel lautet Keanu, was der Name der Katze im Film ist. In der Originalversion wird die Katze von Keanu Reeves gesprochen, der denselben Namen hat.

## Rezeption
Der Film wurde überwiegend gemischt bis positiv aufgenommen. Auf Rotten Tomatoes hält der Film eine Zustimmungsrate von 78 %, basierend auf 152 Bewertungen, mit einer durchschnittlichen Bewertung von 6,4 von 10. Der Filmdienst urteilt: „Die Qualitäten der überwiegend mit Afroamerikanern und Latinos besetzten Gangsterkomödie liegen auf dialogischer Ebene, während es der Handlung an Stringenz mangelt. Die forcierte Brutalität macht den Film zur eher durchwachsenen Angelegenheit.“